# Pintxo
Ne pas confondre avec le tapas
Un pintxo (en basque, prononcer pinetcho) ou pincho (en espagnol) est une spécialité culinaire des cuisine basque et cuisine espagnole, variante basque des tapas,,, sous forme d'amuse-gueule d'apéritif dînatoire traditionnel, à base de petites tartines ou amuse-bouches garnis de produits culinaires traditionnels régionaux, servies sur des piques (cure-dent en bois),.

## Origine et étymologie
Ce mot dérive du verbe espagnol pinchar (« piquer, fixer ») : à l'origine, on maintenait traditionnellement cette nourriture avec une petite « banderille » (cure-dent en bois), bien qu'il ne s'agisse pas d'une caractéristique obligatoire.

## Histoire
Les pintxos sont une variété régionale basque des tapas, entendues comme mets à consommer de bar en bar, selon la tradition basque du txikiteo, pour accompagner une boisson « hartu gutxi eta maiz » (on en prend peu mais souvent) disent les Basques.

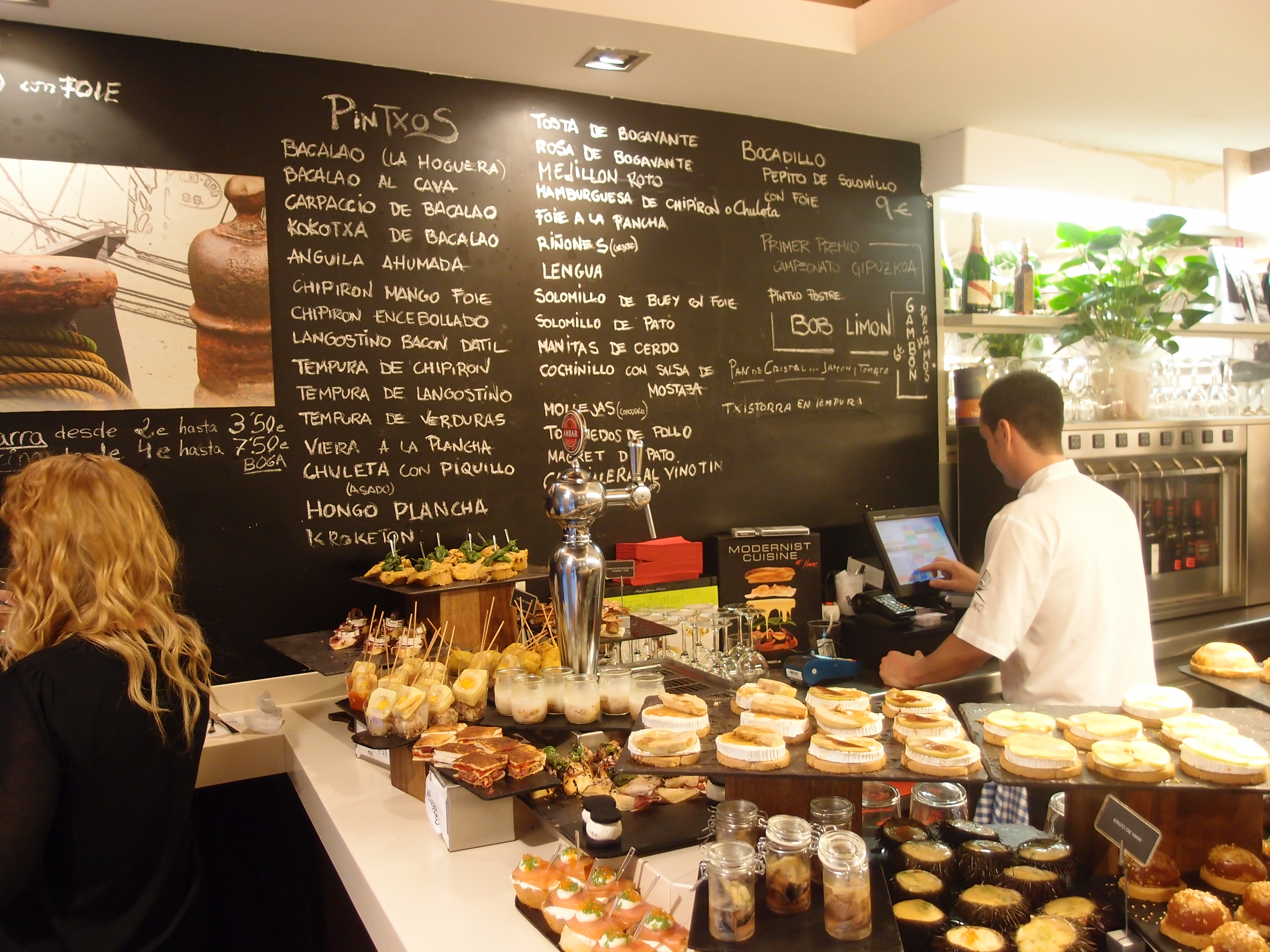
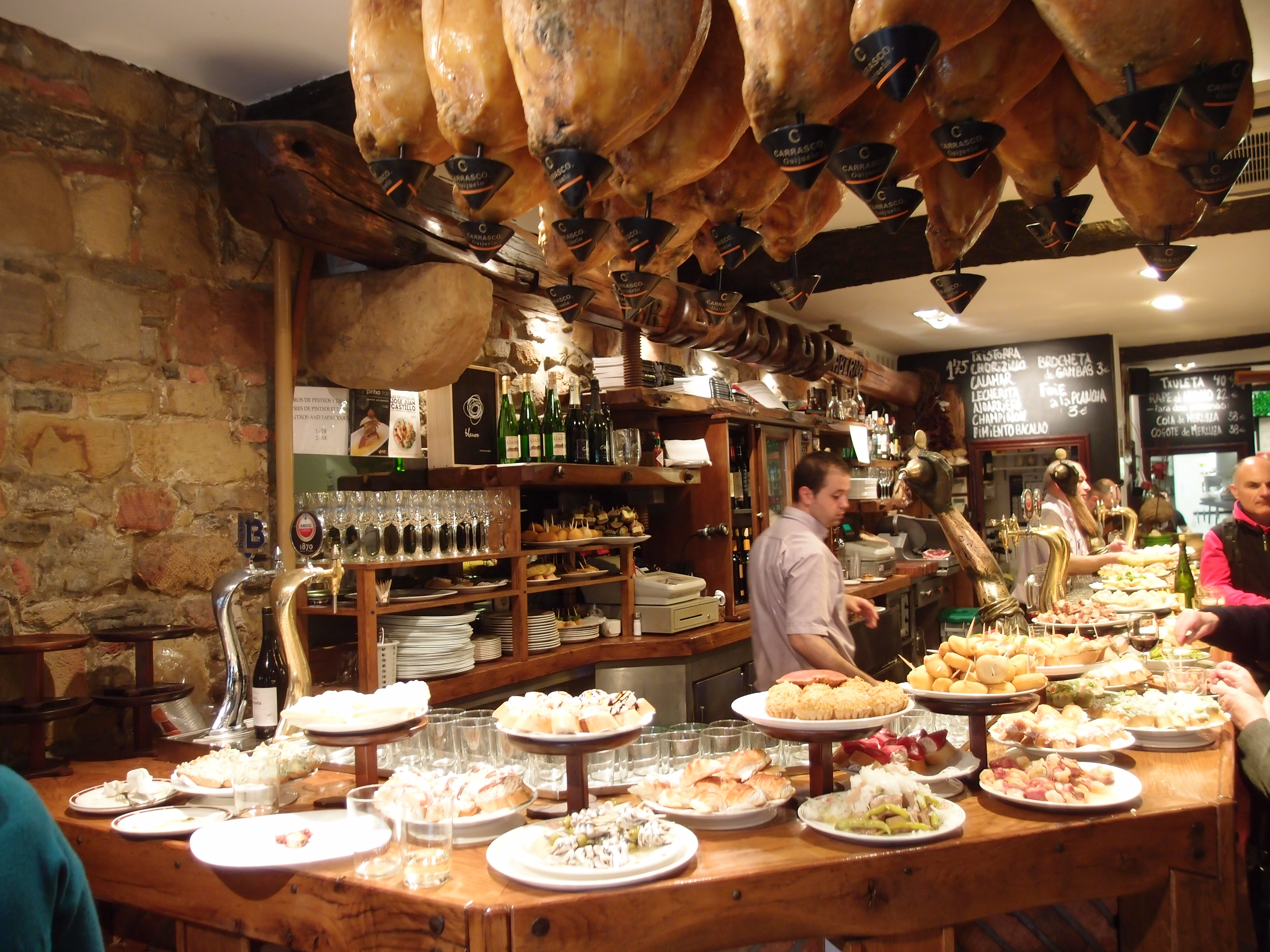

Les fêtes et rassemblements populaires du Pays basque et d'autres régions sont prétextes à des concours de cuisine, entre quartiers, villages, villes, sociétés gastronomiques ou entre amis. C’est ainsi que les tapas et pintxos (véritables plats traditionnels en miniature) se sont développés. Dans les nombreux bars de Saint-Sébastien (Donostia) ou de Bilbao, comme dans tout le Pays basque, on rivalise d'ingéniosité pour créer les meilleurs pintxos et gagner les différents concours,.

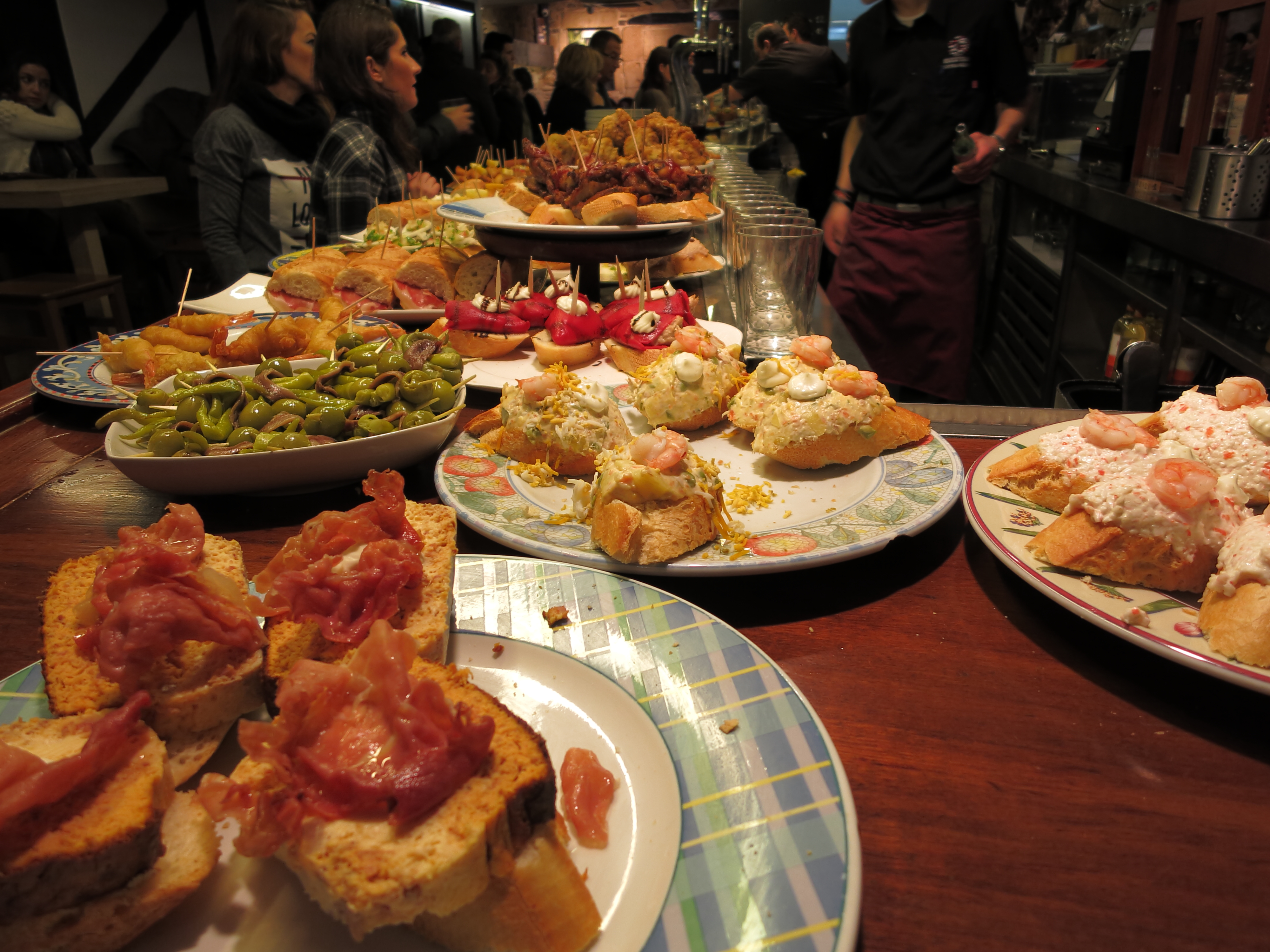
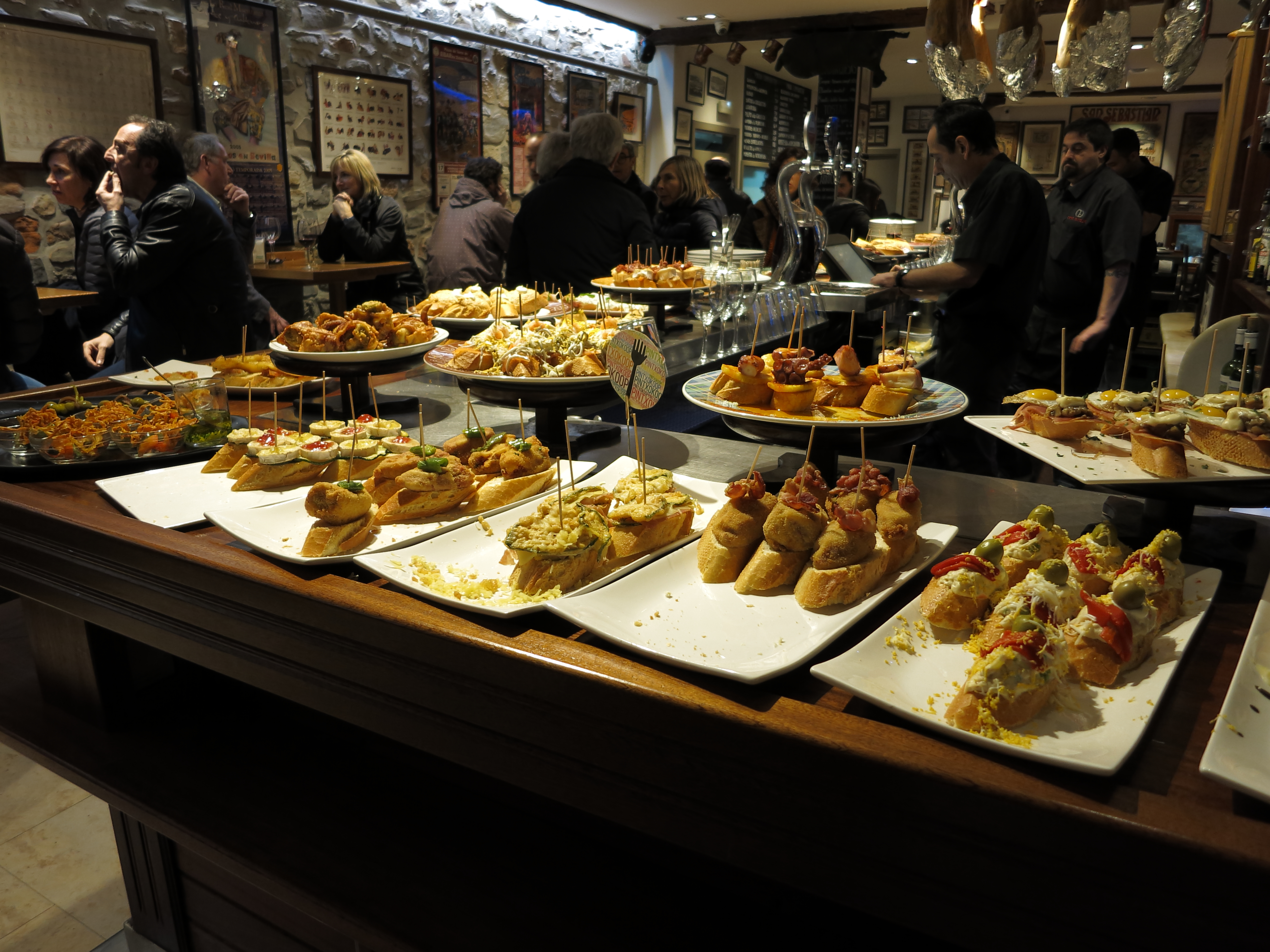

Les pintxoak sont disposés dans des assiettes réparties sur tout le comptoir, et sont payables à l'unité. On en trouve de toutes sortes, composés de produits divers, nature, grillés, poêlés ou cuisinés en sauce : poissons, crustacés, coquillages, charcuteries, viandes, légumes, etc.

## Coutumes associées
Contrairement aux tapas, que l'on rencontre généralement dans quelques bars en demandant une boisson, le pintxo doit être demandé séparément, et est généralement plus grand. Les pintxos froids sont ceux qui sont généralement disposés sur le bar et le client se sert à volonté ou demande au serveur. Les pintxos chauds doivent être commandés au serveur, qui sollicite la cuisine pour les préparer ou les réchauffer sur le moment.

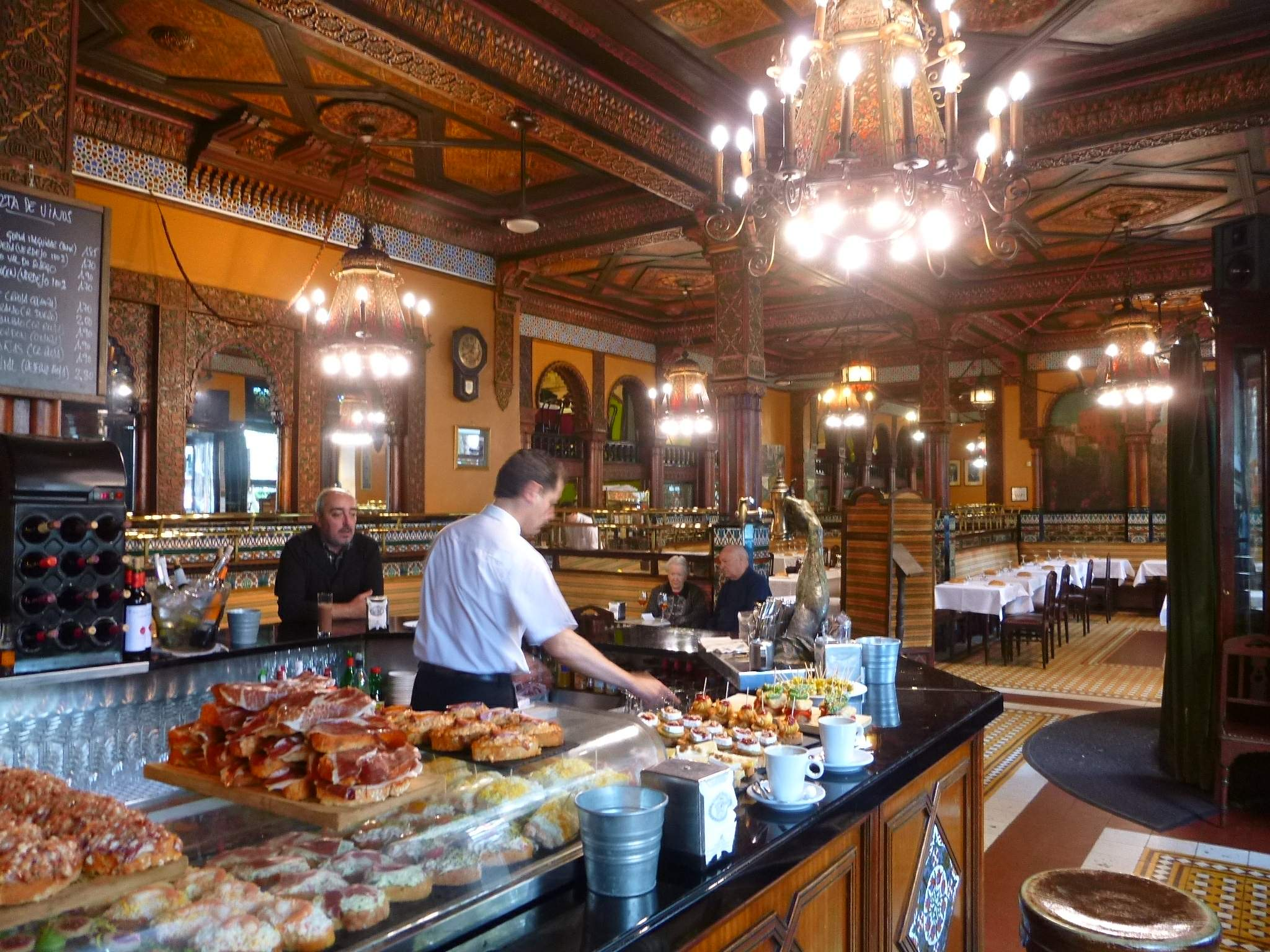
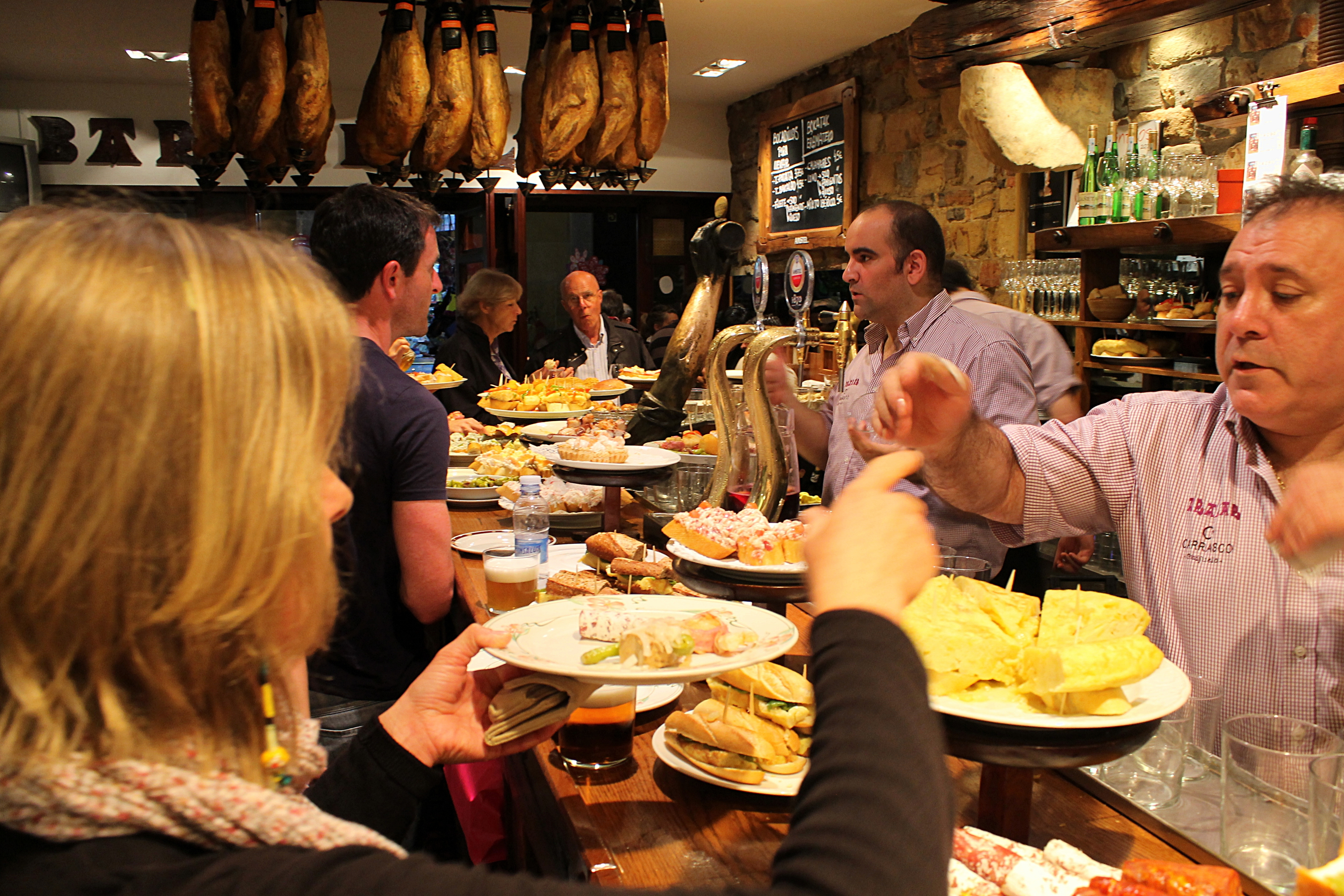
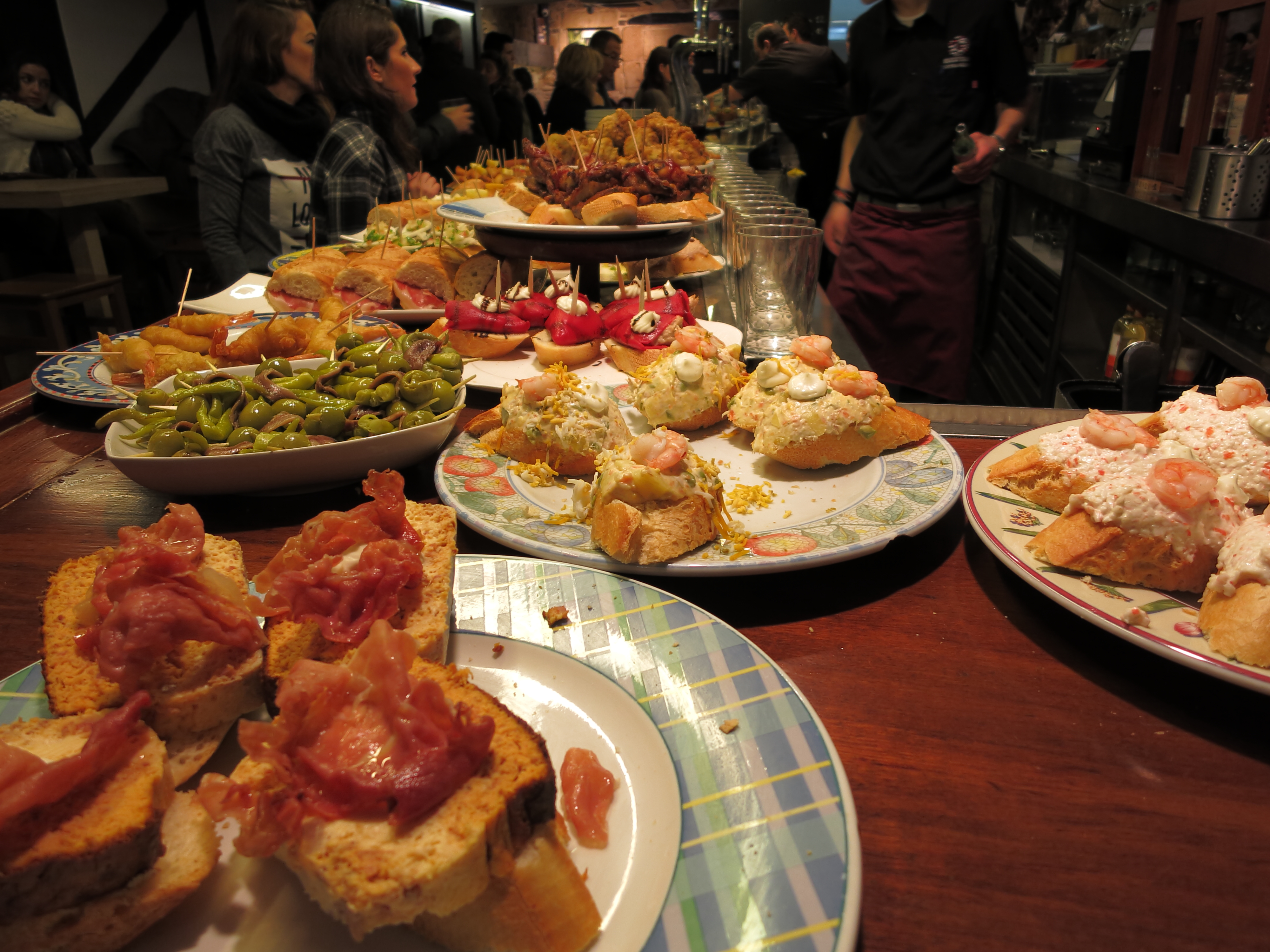
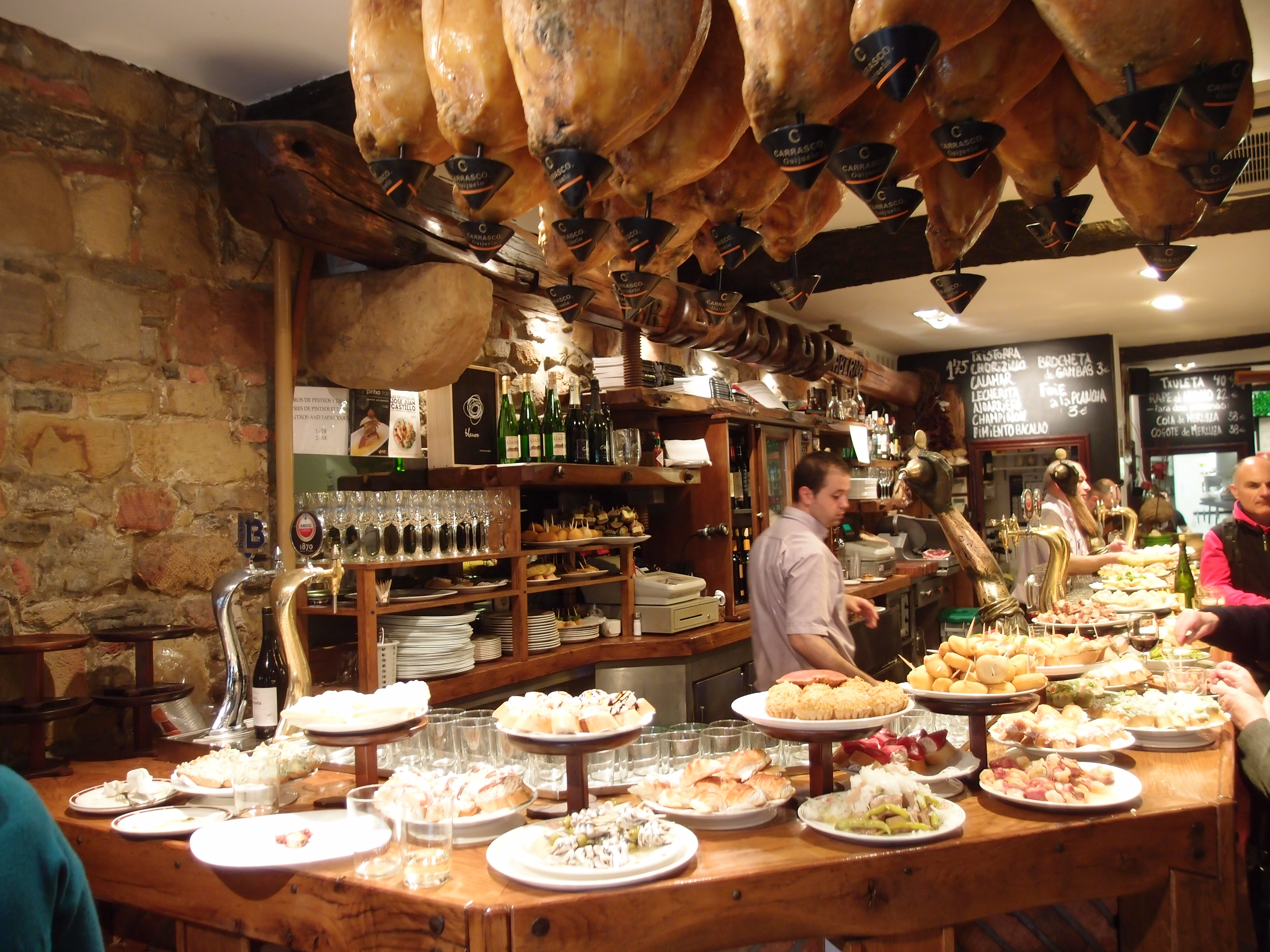
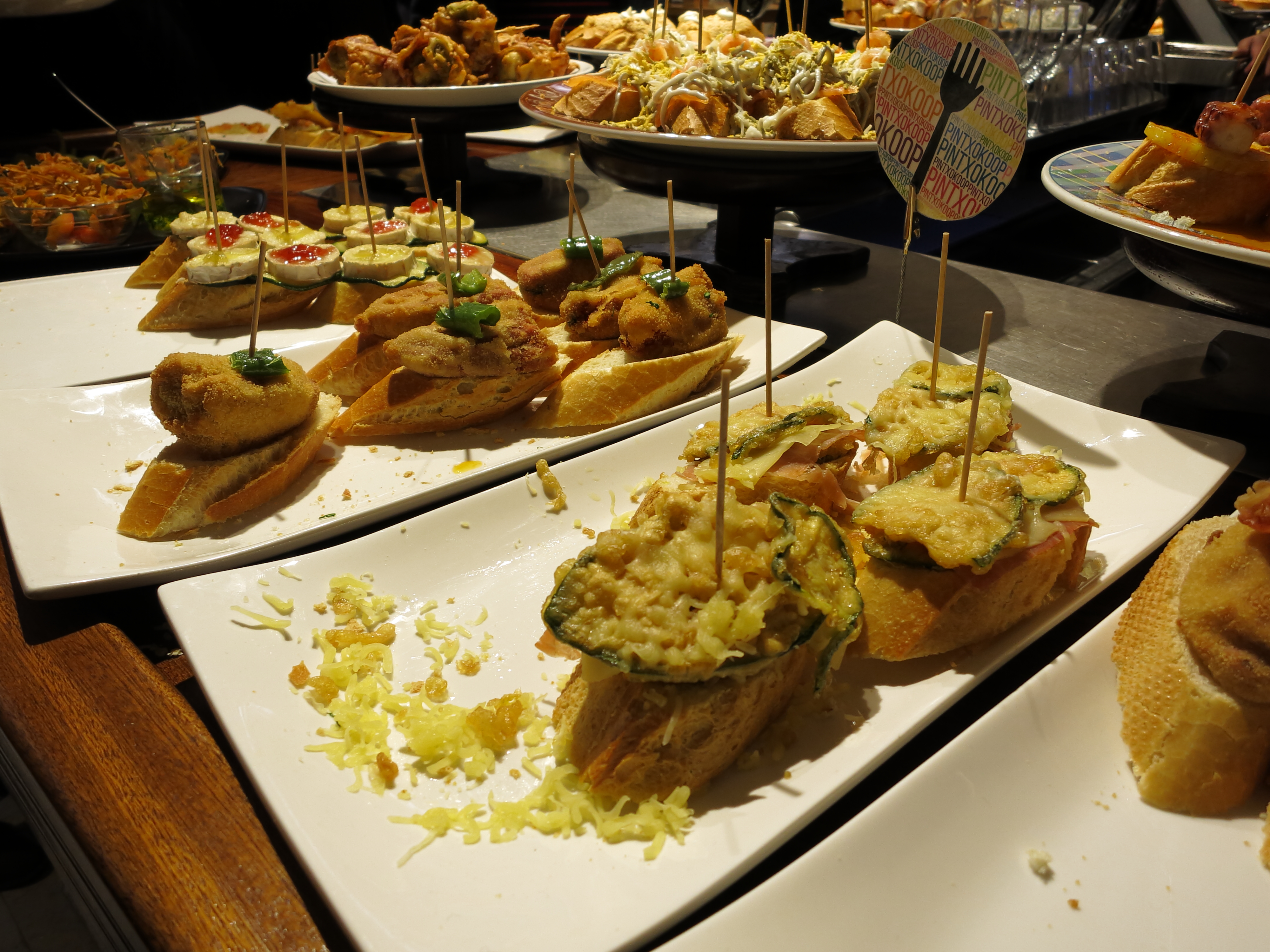

Le pintxo est associé à la gastronomie basque, lequel est pris généralement comme apéritif, accompagné normalement d'un verre de vin rouge (appelé txikito), ou un zurito, ou un caña, nom par lequel est connu le petit verre de bière (la moitié d'un demi). Ce même verre dans La Rioja est connu comme corto, en Aragon, penalti et dans d'autres zones d'Espagne, mini.

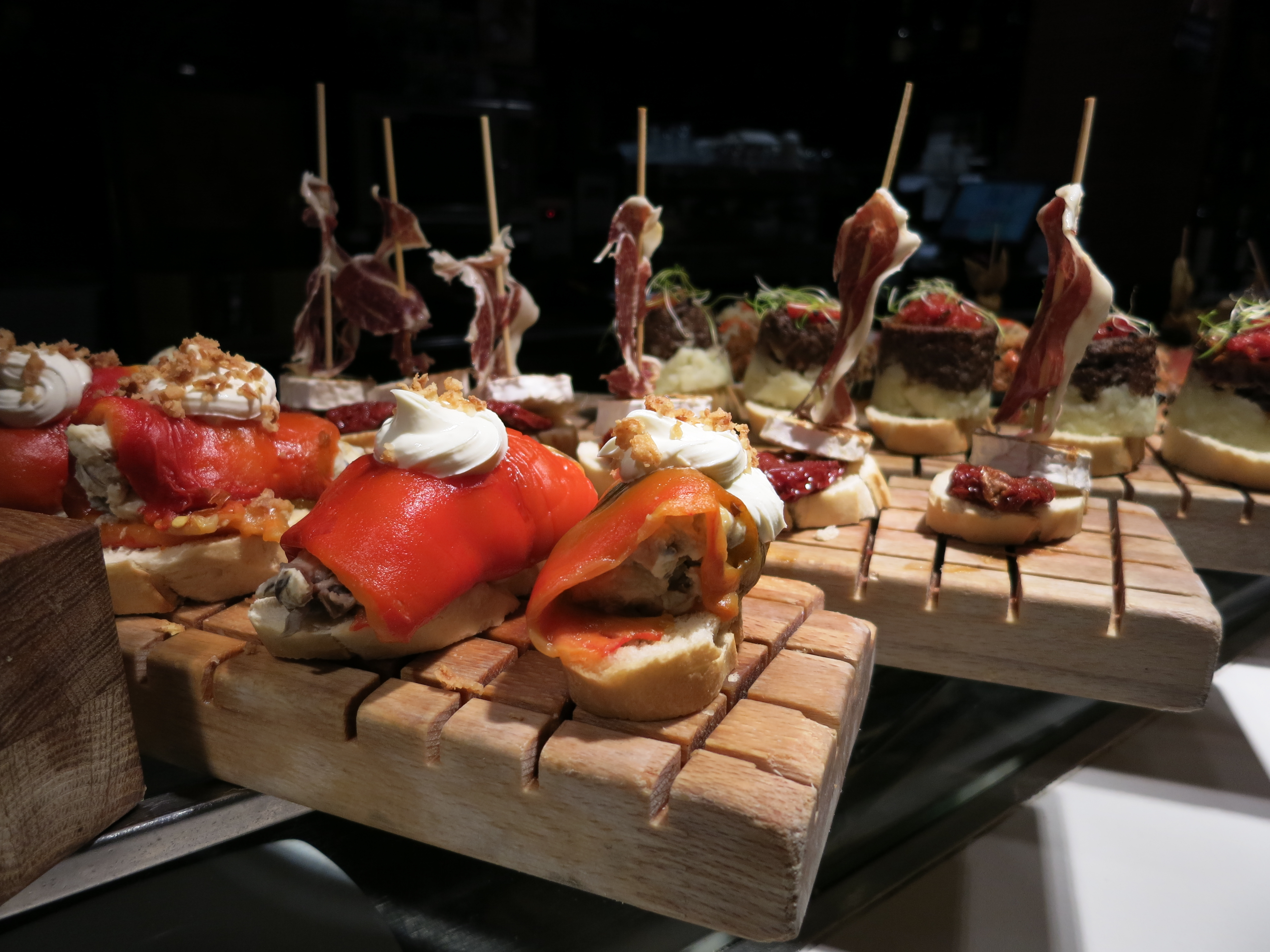

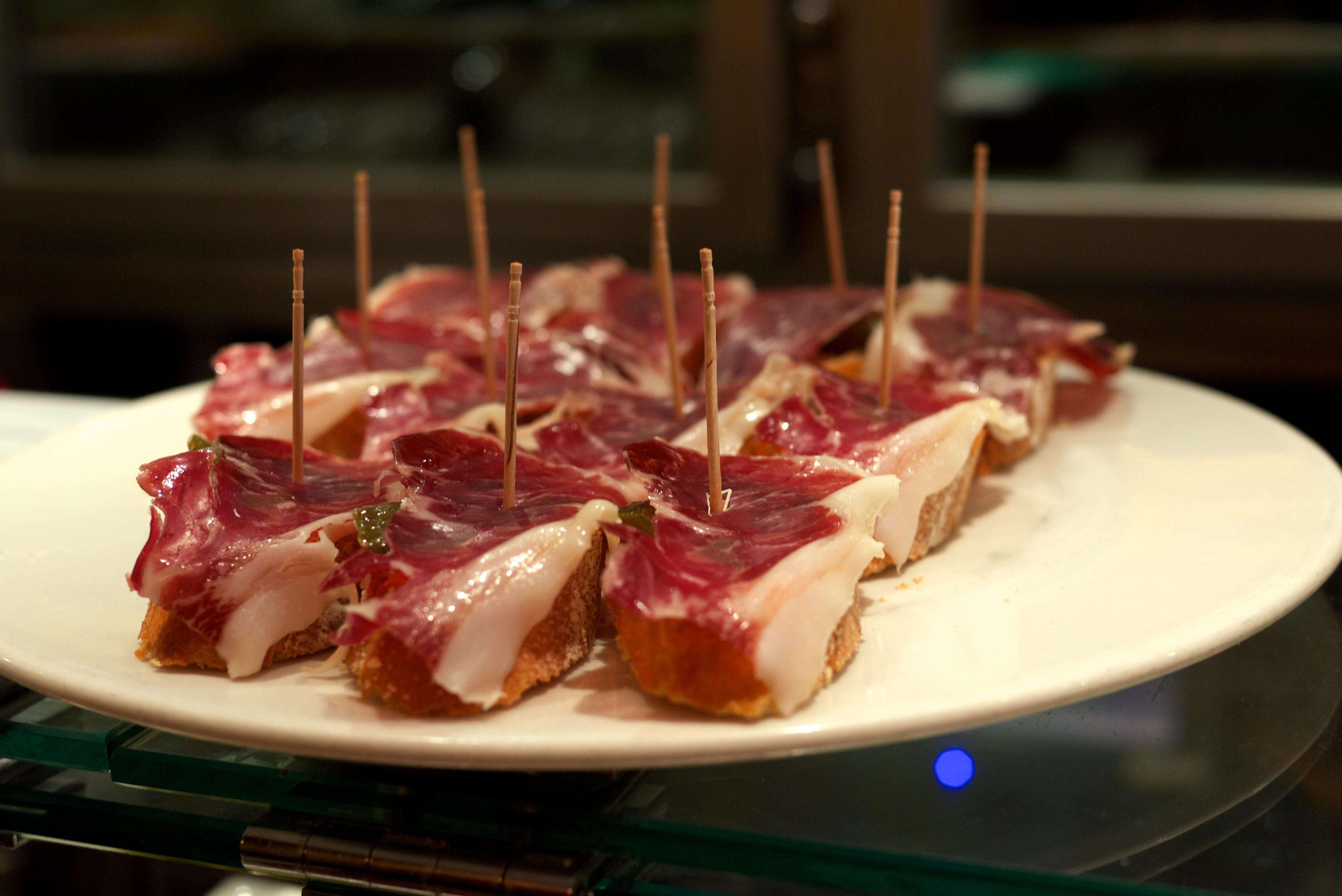

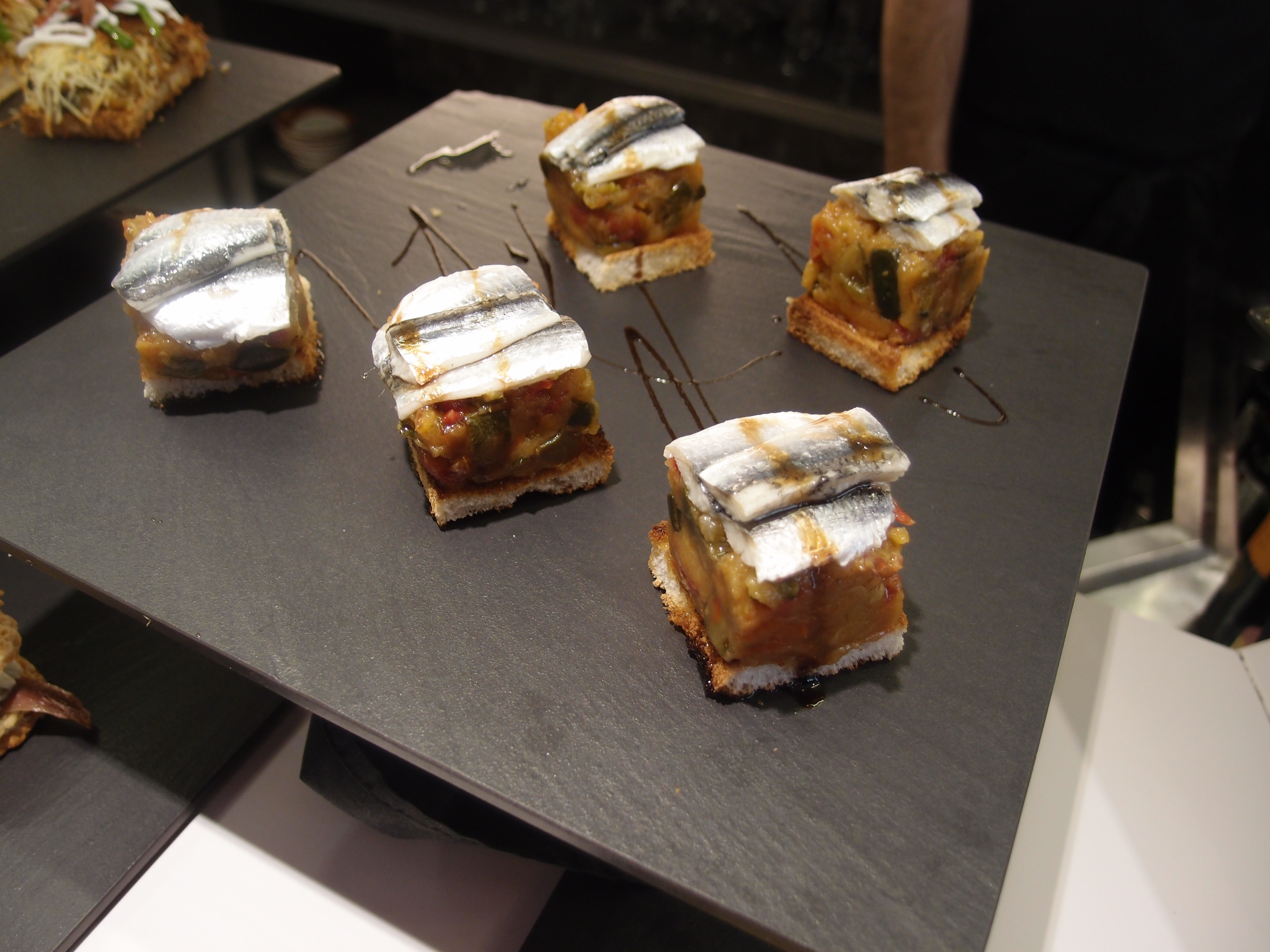

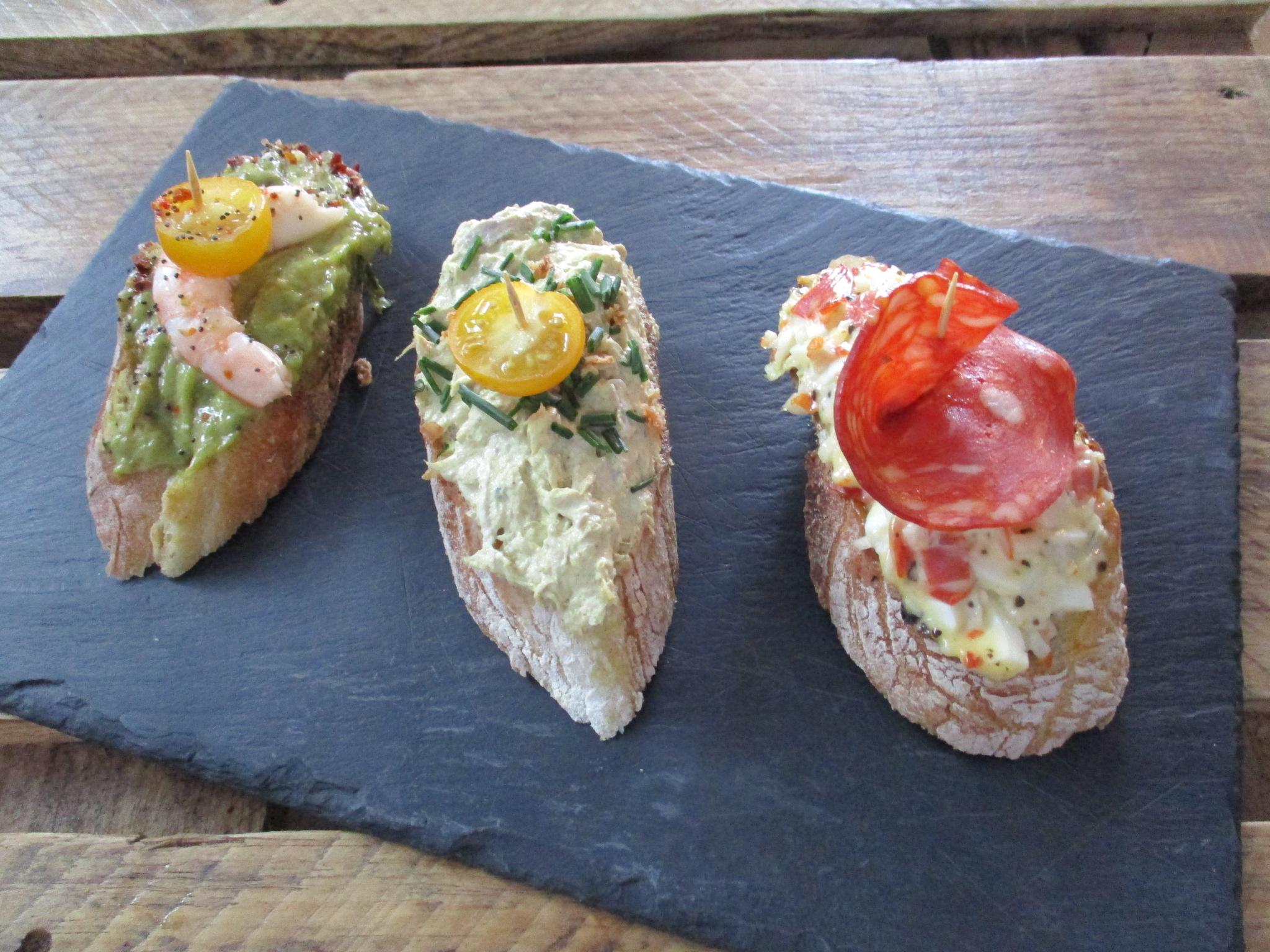

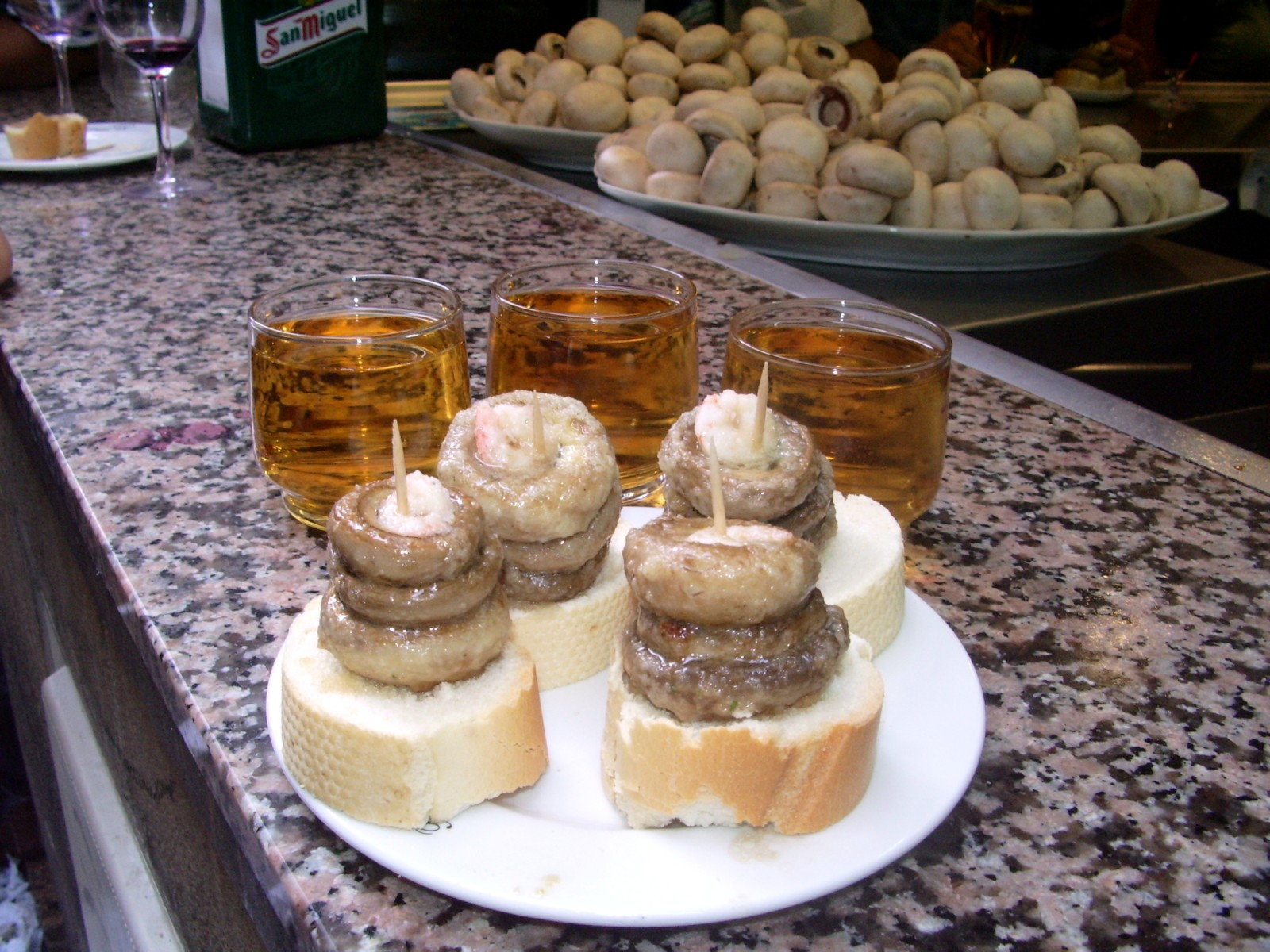
Pintxo typique de champignons.

Cette coutume est très commune dans les bars du Pays basque, de la région cantabrique, de Navarre, de La Rioja et dans des zones de la province de Burgos, comme Miranda de Ebro. Étant donné la renommée qu'a acquise cette façon de manger, de plus en plus de personnes décident de faire leur repas, ou dîner, à base de pintxos, en allant de bar en bar.
À l'origine, les ingrédients à poser sur le pain pouvaient être n'importe quoi, mais souvent, les plus habituels dans la cuisine basque sont : poissons (spécialement merlu, morue, anchois, civelle [ou pibale]…), tortilla de pomme de terre, poivrons farcis, croquettes, etc.
Toutefois, l'abondance de jeunes cuisiniers au Pays basque, à Bilbao, et à Saint-Sébastien en particulier, fruit des écoles de la haute cuisine et des restaurants, a fait en sorte que beaucoup d'entre eux se sont consacrés à l'élaboration et la création de nouveaux pintxos. Chaque fois plus complexes, avec une innovation constante et l'apparition de nouvelles recettes. Une coexistence entre les pintxos traditionnels et la cuisine en miniature.
Le plus habituel est de prendre généralement un pintxo, qui se trouve dans des plateaux sur le bar, et de le manger debout en bavardant avec les amis tout en buvant une boisson.

## Lespalillos(piques en bois)
Dans certains bars, sur chaque pintxo, on place un petit bâtonnet (palillo, en castillan, ou piques en bois) différent pour, à la fin, compter les petits bâtonnets que possède chaque client et ainsi calculer le montant de l'addition. L'utilisation de petits bâtonnets plus longs ou plus courts, ou de petits bâtonnets avec des capuchons de différentes couleurs, est de mise dans quelques bars, bien que ce ne soit pas la généralité. De fait, il y a une grande variété de pintxos qui, n'ayant rien à tenir, ne portent pas de petit bâtonnet. En outre, à Saint-Sébastien, les piques sont jetées généralement au sol, le serveur encaissant la note en fonction de ce que le client lui dit qu'il a consommé.

## Les différents pintxos
- Les pintxos sur pain, tartelettes, bouchées
  - Se composent d’un grand éventail de produits cuits ou crus à base de viandes, de poissons ou de légumes servis chauds ou froids sur des tranches de pain frais, grillées, tartelettes ou bouchées. Exemples : œufs durs ; mayonnaise ; crevettes ; anchois ; crème de poivrons ; miettes de crabe ; mayonnaise persillée ; filets de rougets sur fondue de poireaux ; morue pil-pil ; tartelette d'escargots en persillade ; gulas (succédané de jeunes anguilles).

- Les fritures
  - Les fritures sont généralement à base de poissons ou de légumes. Exemples : rabas (calmars panés) ; anchois ; moules ; lotte ; piments…

- Les banderilles
  - Les banderilles sont des compositions de produits cuits ou crus, à base de viandes, de poissons ou de légumes, servis chauds ou froids, embrochés sur de petites piques en bois appelées palillos. Exemples : cœurs d'artichauts au jambon de Bayonne ; roulés de ventrèche aux gambas, txistorra poêlée…

- Les brochettes
  - Les brochettes sont des compositions de produits cuits ou crus à base de viandes, de poissons ou de légumes, servis chauds ou froids. Exemples : lotte ; crème de gambas ; gambas au piment d'Espelette ; canard à l'orange ; palombe ; sauce civet…

- Les cassolettes
  - On trouve une multitude de plats traditionnels servis dans les cassolettes (plats en terre cuite utilisés également pour la cuisson). Exemples : langoustines ; crème de crustacés ; ttoro ; marmitako ; morue navarraise ; axoa d’Espelette ; agneau et crème de moutarde…

« J’ai toujours pensé que les pintxos sont ce que nous avons de plus important, tout comme notre cuisine, car ils offrent une qualité et une variété insoupçonnées sur de petites portions travaillées sur le moment et il n’existe nulle part au monde quelque chose de comparable. C’est un mouvement important qui va à l’encontre du mauvais fast-food qui nous fait tant de mal, et grâce aux pintxos, je pense que les jeunes et moins jeunes peuvent se restaurer d’une façon rapide et économique. »

— Juan Mari Arzak (3 étoiles au Guide Michelin, en 1989)
.

### Vidéographie
: document utilisé comme source pour la rédaction de cet article.
- [vidéo] Bilbao, de Catherine Haxhe et Guy Lemaire, coll. « Escapade gourmande », 2008, 26 min [présentation en ligne] ; diffusé le 20 février 2016 sur Arte